# Arnon
Pour les articles homonymes, voir Arnon (homonymie).
L'Arnon est un cours d'eau français, long de près de 151 km, qui prend sa source dans la Creuse puis coule dans les départements de l'Allier, du Cher et de l'Indre, en régions Nouvelle-Aquitaine, Auvergne-Rhône-Alpes et Centre-Val de Loire. Il a une direction grossièrement nord sur la majeure partie de son cours. Il se jette en rive gauche dans le Cher, à Vierzon, et il est donc un sous-affluent de la Loire. 

## Géographie

### Cours
Il prend sa source dans le nord-est du département de la Creuse, à 459 m d'altitude, près du lieu-dit « le Grand Jurigny », sur le territoire de la commune de Saint-Marien, commune limitrophe du département du Cher. 
Coulant vers l'est, moins de 2 km après sa source, il marque sur un peu plus de 2 km, la limite entre les départements de la Creuse et celui du Cher (donc la limite entre les régions Nouvelle-Aquitaine et Centre-Val de Loire). Il entre ensuite dans celui de l'Allier, le tripoint entre les départements de la Creuse, du Cher et d'Allier (et donc des régions Auvergne-Rhône-Alpes, Centre-Val de Loire et Nouvelle-Aquitaine) se trouvant au milieu de la rivière. L'Arnon poursuit dans une direction ouest-est sur environ 4 km avant de prendre une direction nord. Un peu plus loin, il marque la limite entre les départements du Cher et l'Allier (donc entre les régions Auvergne-Rhône-Alpes et Centre-Val de Loire), notamment en traversant le lac de Sidiailles. Le long de son cours, il marque aussi par endroits la limite entre les départements du Cher et de l'Indre.
Sa confluence avec le Cher se situe dans le département du Cher, à 93 m d'altitude, sur le territoire de la commune de Vierzon, à l'ouest de la ville,.
Le cours d'eau a une longueur totale de 150,72 km.

### Départements et communes traversés
La rivière traverse quarante communes situées dans les départements de la Creuse, de l'Allier, de l'Indre et du Cher,.

#### Creuse (23)
- Saint-Marien
- Saint-Pierre-le-Bost

#### Allier (03)
- Mesples
- Saint-Éloy-d'Allier
- Saint-Palais
- Saint-Sauvier
- Viplaix

#### Indre (36)
- Migny
- Reuilly
- Saint-Georges-sur-Arnon
- Ségry

#### Cher (18)
- Ardenais
- La Celle-Condé
- Chârost
- Chéry
- Culan
- Ids-Saint-Roch
- Lazenay
- Lignières
- Loye-sur-Arnon
- Lury-sur-Arnon
- Marçais
- Mareuil-sur-Arnon
- Massay
- Méreau
- Morlac
- Poisieux
- Préveranges
- Reigny
- Saint-Ambroix
- Saint-Baudel
- Saint-Christophe-le-Chaudry
- Saint-Hilaire-de-Court
- Saint-Hilaire-en-Lignières
- Saint-Pierre-les-Bois
- Saugy
- Sidiailles
- Touchay
- Vierzon
- Villecelin

### Bassin versant
Les bassins hydrographiques sont découpés dans le référentiel national BD Carthage en éléments de plus en plus fins, emboîtés selon quatre niveaux : régions hydrographiques, secteurs, sous-secteurs et zones hydrographiques.
L'Arnon traverse les treize zones hydrographiques suivantes :
- l'Arnon de l'Herbon au Cher & le Cher entre les bras de l'Arnon ;
- l'Arnon du Portefeuille à la Sinaise ;
- la Joyeuse & ses affluents ;
- l'Arnon de la Théols à l'Herbon ;
- rau de l'Étang de Villiers & ses affluents ;
- l'Arnon du rau du Pontet à la Théols ;
- l'Arnon de la Sinaise au rau de l'Étang de Villiers ;
- le Cher de l'Yèvre à l'Arnon ;
- le Portefeuille & ses affluents ;
- l'Arnon de sa source à la Joyeuse ;
- l'Arnon du rau de l'Étang de Villiers au rau du Pontet ;
- l'Arnon de la Joyeuse au Portefeuille ;
- la Sinaise du rau de Charasse à l'Arnon.

Le bassin versant de l'Arnon s'insère dans les zones hydrographiques « l'Arnon de l'Herbon au Cher & le Cher entre les bras de l'Arnon, l'Arnon du Portefeuille à la Sinaise, l'Arnon de la Théols à l'Herbon, l'Arnon du rau du Pontet à la Théols, l'Arnon de la Sinaise au rau de l'Étang de Villiers, l'Arnon de sa source à la Joyeuse, l'Arnon du rau de l'Étang de Villiers au rau du Pontet et l'Arnon de la Joyeuse au Portefeuille », au sein du bassin DCE plus large « La Loire, les cours d'eau côtiers vendéens et bretons ».

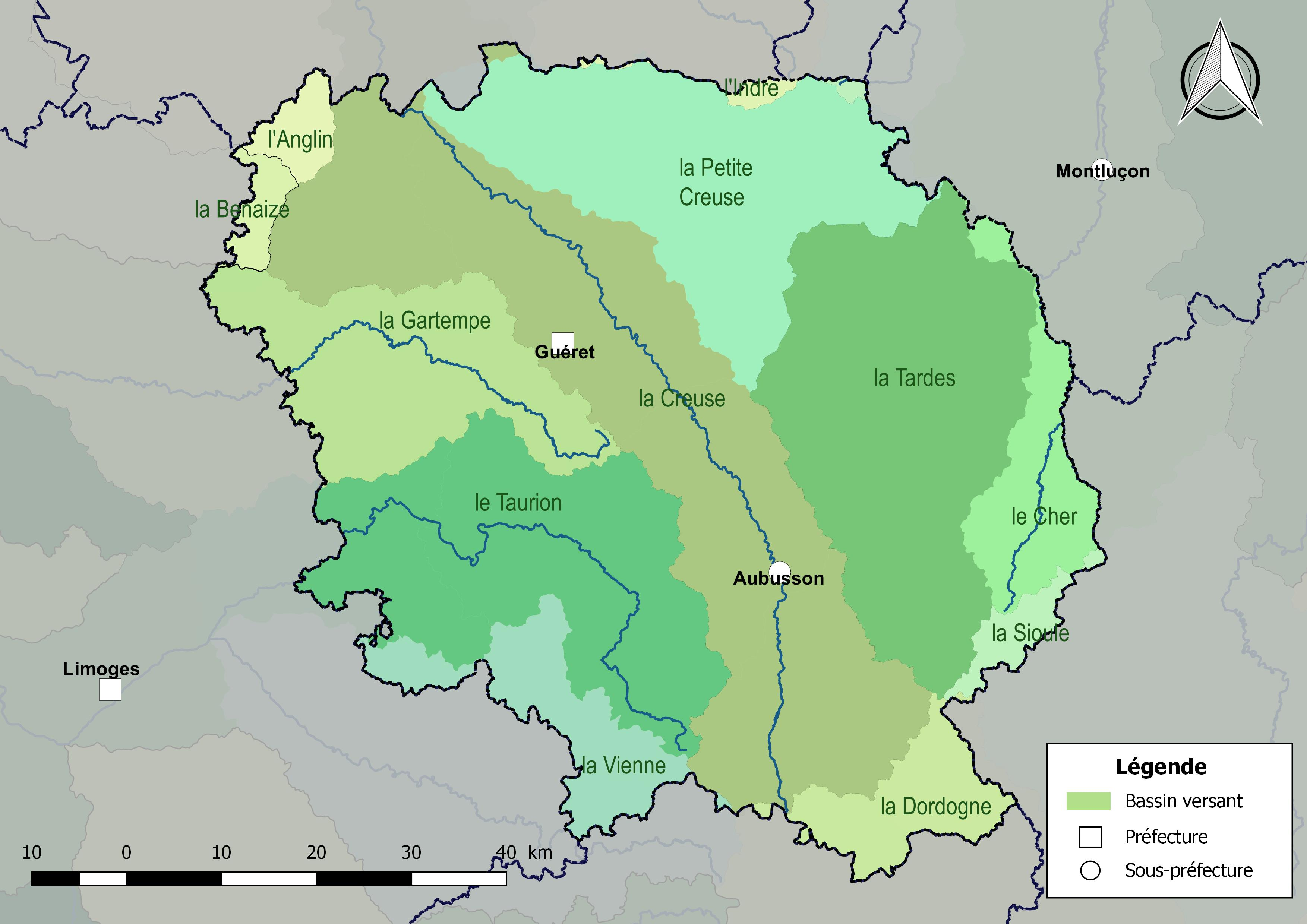
Les principaux bassins versants du département de la Creuse.
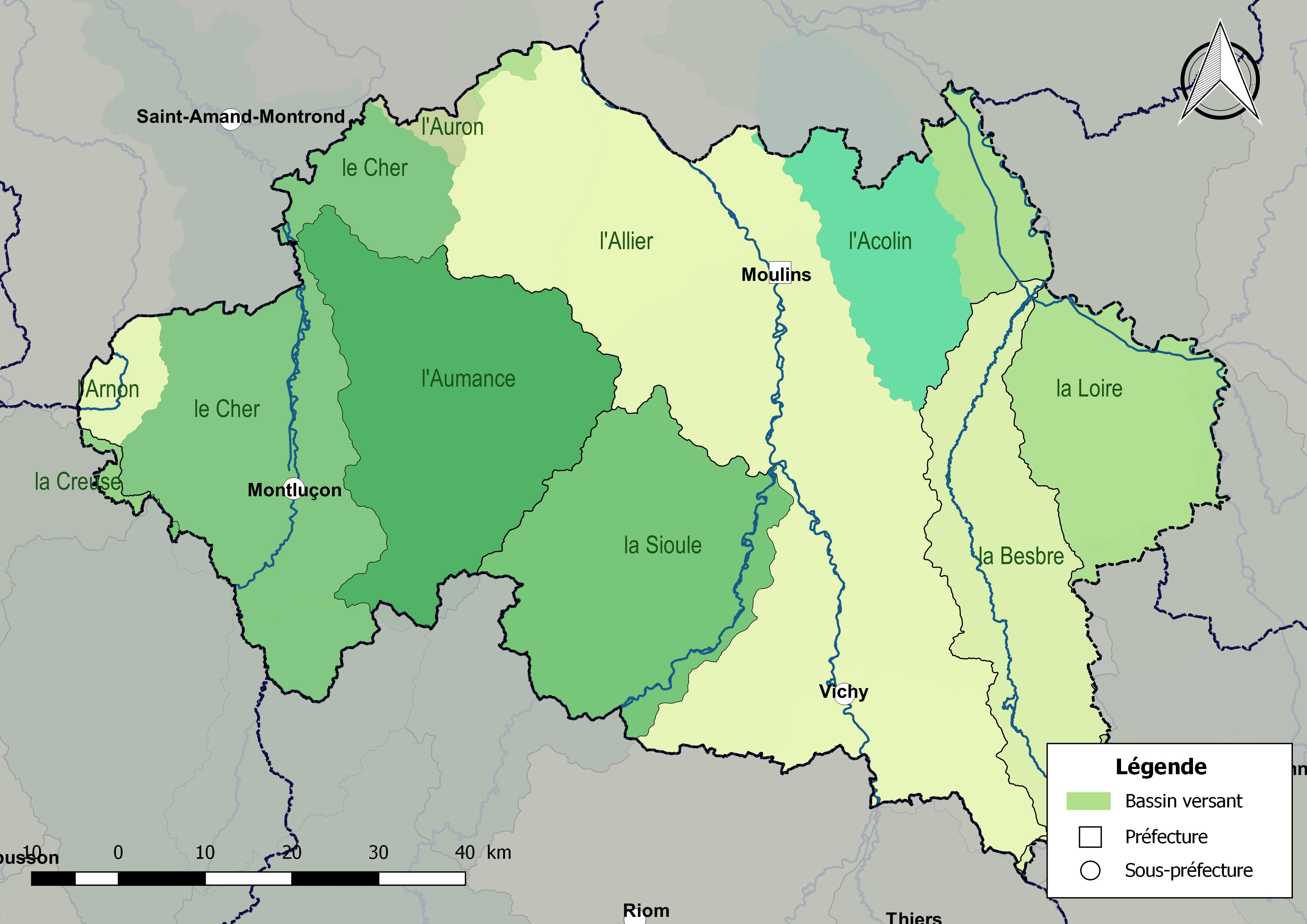
Les principaux bassins versants du département de l'Allier.
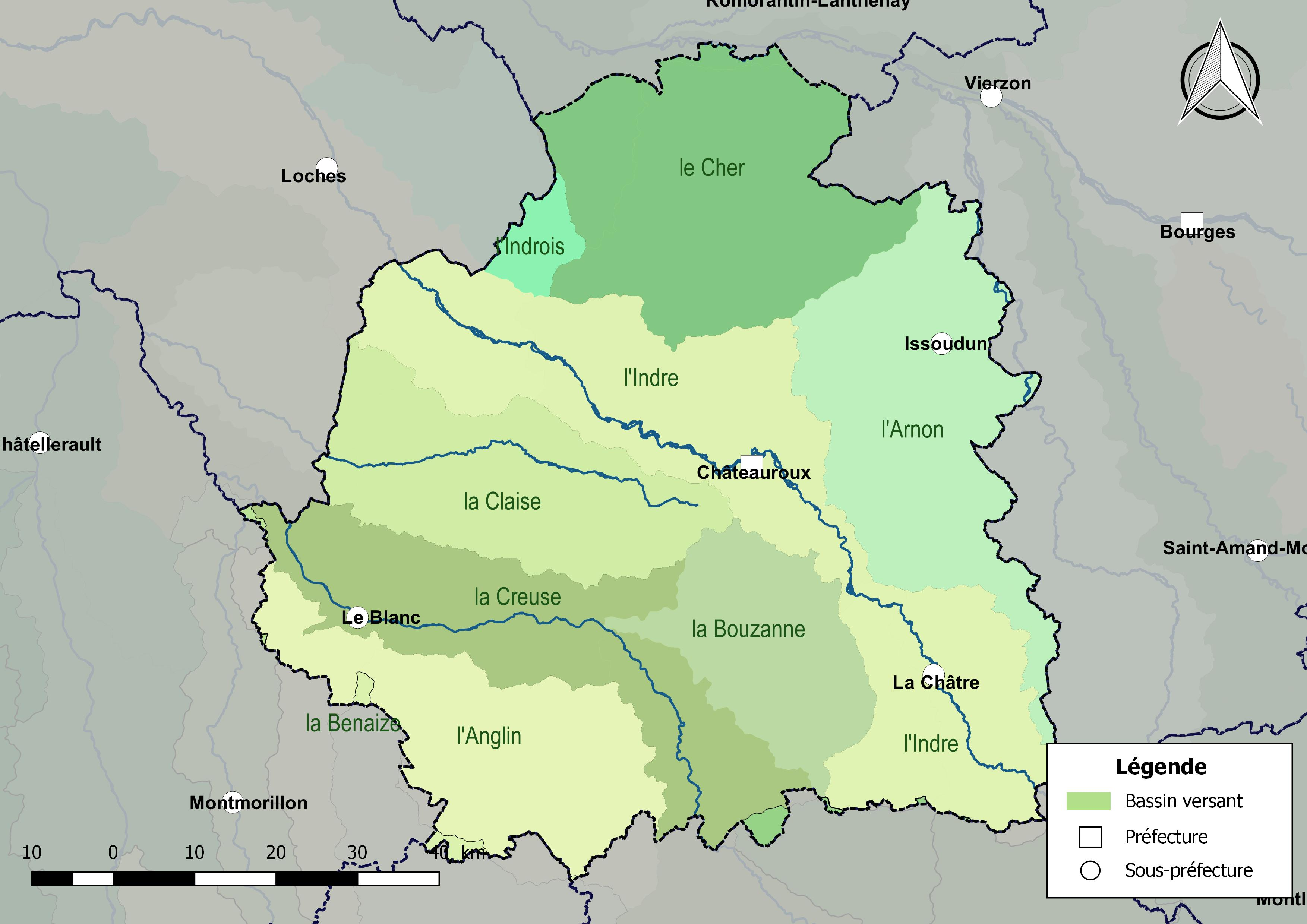
Les principaux bassins versants du département de l'Indre.
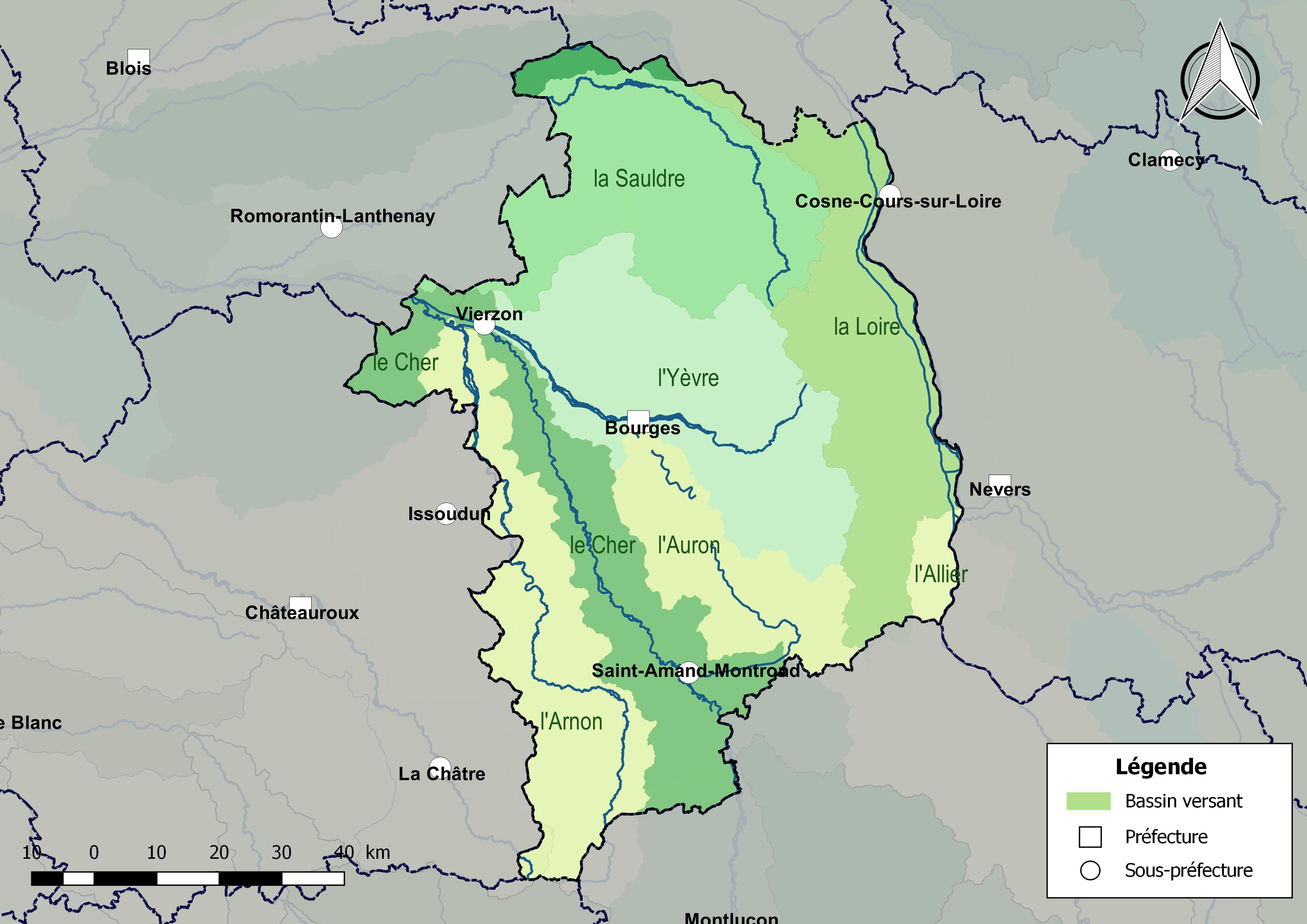
Les principaux bassins versants du département du Cher.

#### Échelle du bassin
En France, la gestion de l’eau, soumise à une législation nationale et à des directives européennes, se décline par bassin hydrographique, au nombre de sept en France métropolitaine, échelle cohérente écologiquement et adaptée à une gestion des ressources en eau. L'Arnon est sur le territoire du bassin Loire-Bretagne et l'organisme de gestion à l'échelle du bassin est l'agence de l'eau Loire-Bretagne.

## Affluents
L'Arnon possède soixante seize affluents.
| Noms                | km | Noms                | km | Noms                 | km |
| ------------------- | -- | ------------------- | -- | -------------------- | -- |
| La Théols           | 42 | K6104020            | 4  | K6026400             | 2  |
| La Sinaise          | 31 | Ruisseau de Fontair | 4  | Ruisseau du Moulin   | 2  |
| Le Portefeuille     | 30 | K6074100            | 4  | K6004650             | 2  |
| La Joyeuse          | 16 | Le riau Chenu       | 3  | Ruisseau des Bardées | 2  |
| Le Nouzet           | 15 | K6005000            | 3  | K6026500             | 2  |
| Ruisseau du Praslin | 8  | K6025700            | 3  | K6114100             | 1  |
| Ruisseau des Caves  | 7  | K6194300            | 3  | K6027100             | 1  |
| Le Sanglier         | 7  | K6079000            | 3  | K6024100             | 1  |
| Le Chagnon          | 6  | K6104000            | 3  | K6027600             | 1  |
| Le riau d'œil       | 6  | K6074300            | 3  | K6104100             | 1  |
| K6104700            | 5  | K6075100            | 3  | K6024600             | 1  |
| Le Magnon           | 5  | Le riau Baril       | 3  | K6006000             | 1  |
| K6044300            | 5  | K6024000            | 2  | K6005900             | 1  |

| Noms                   | km | Noms                | km | Noms     | km |
| ---------------------- | -- | ------------------- | -- | -------- | -- |
| Le Pontet              | 21 | K6004700            | 4  | K6044080 | 2  |
| L'Étang Villiers       | 19 | K6004300            | 4  | K6003950 | 1  |
| L'Étang de la Charnaie | 13 | K6004100            | 3  | K6005550 | 1  |
| La Dionne              | 10 | Ruisseau des Biards | 3  | K6104800 | 1  |
| Ruisseau du Plaix      | 9  | K6044020            | 3  | K6004050 | 1  |
| L'Auzon                | 8  | K6184000            | 3  | K6006050 | 1  |
| K6184700               | 6  | L’Étang du Lac      | 3  | K6024300 | 1  |
| K6004400               | 5  | K6004000            | 3  | K6025600 | 1  |
| Le Rifoulet            | 5  | K6004200            | 2  | K6024200 | 1  |
| K6027200               | 5  | K6184200            | 2  | K6194050 | 1  |
| K6006100               | 4  | K6184100            | 2  | K6004850 | 1  |
| Le Chaillot            | 4  | K6005500            | 2  |          |    |
| K6004600               | 4  | K6004900            | 2  |          |    |

### Rang de Strahler
Son rang de Strahler est de cinq.

## Hydrologie

### Stations de mesures
Loye-sur-Arnon
Établie à 204 m d'altitude, la station de mesure est située dans la commune de Loye-sur-Arnon (Cher). Elle fut mise en service le 1er novembre 2007 à 00h00. C'est une station de type « station à une échelle » et son statut est « station avec signification hydrologique ». Son bassin-versant topographique représente 267,7 km2. Cette station mesure les hauteurs et les débit du cours d'eau.
Lignières
Établie à 156 m d'altitude, la station de mesure est située dans la commune de Lignières (Cher). Elle fut mise en service le 30 janvier 1987 à 16 h. C'est une station de type « station à une échelle » et son statut est « station sans signification hydrologique ». Son bassin-versant topographique représente 633 km2.  Cette station mesure les hauteurs du cours d'eau uniquement.
Mareuil-sur-Arnon
Établie à 134 m d'altitude, la station de mesure est située dans la commune de Mareuil-sur-Arnon (Cher). Elle fut mise en service le 1er mai 2014 à 0 h. C'est une station de type « station à une échelle » et son statut est « station avec signification hydrologique ». Son bassin-versant topographique représente 884 km2. Cette station mesure les hauteurs et les débit du cours d'eau.
Chârost
Établie à 120 m d'altitude, la station de mesure est située dans la commune de Chârost (Cher). Elle fut mise en service le 3 décembre 1985 à 8 h. C'est une station de type « station à une échelle » et son statut est « station sans signification hydrologique ». Son bassin-versant topographique représente 1 080 km2. Cette station mesure les hauteurs du cours d'eau uniquement.
Méreau - Alnay
Établie à 100 m d'altitude, la station de mesure est située dans la commune de Méreau (Cher), à proximité du quartier d'Alnay. Elle fut mise en service le 1er juin 1996 à 0 h. C'est une station de type « station à une échelle » et son statut est « station sans signification hydrologique ». Son bassin-versant topographique représente 2 164 km2. Cette station mesure les hauteurs et les débit du cours d'eau.
Son débit a été observé sur une période de 35 ans (1960-2002).
Le module de la rivière est de 14,4 m3/s.
L'Arnon présente des fluctuations saisonnières de débit assez marquées, avec des hautes eaux d'hiver-printemps portant le débit mensuel moyen à un niveau situé entre 20,1 et 33,3 m3/s, de décembre à mars inclus (avec un maximum en février), et des basses eaux d'été-automne, de juillet à octobre inclus, avec une baisse du débit moyen mensuel jusqu'à 5,59 m3/s au mois d'août.

### Étiage ou basses eaux
À l'étiage, le VCN3 peut chuter jusque 1,5 m3/s, en cas de période quinquennale sèche, soit 1 500 litres par seconde.

### Crues
Les crues peuvent être assez importantes, caractéristique partagée par la plupart des affluents de la Loire, mais sans commune mesure avec les crues des affluents de la Loire situés à l'ouest du bassin (Creuse, Gartempe, Mayenne, Sèvre Nantaise ou encore Oudon et Anglin).
Ainsi les QIX 2 et QIX 5 valent respectivement 100 et 160 m3/s. Le QIX 10 est de 190 m3/s, le QIX 20 de 230 m3/s, tandis que le QIX 50 n'a pas été calculé.
Le débit instantané maximal enregistré à Méreau durant la période d'observation a été de 242 m3/s le 1er mai 1977, tandis que la valeur journalière maximale était de 223 m3/s le 29 mai de la même année. En comparant la première de ces valeurs à l'échelle des QIX de la rivière, on constate que cette crue était seulement d'ordre vicennal, et donc destinée à se reproduire assez fréquemment.

### Lame d'eau et débit spécifique
La lame d'eau écoulée dans son bassin versant est de 200 millimètres annuellement, ce qui est nettement inférieur à la moyenne d'ensemble de la France tous bassins confondus, et aussi à la moyenne des bassins du Cher (223 millimètres par an à Tours), et de la Loire (244 millimètres par an). Le débit spécifique de la rivière (ou Qsp) atteint 6,3 litres par seconde et par kilomètre carré de bassin.

### État des masses d'eau et objectifs
Pour les cours d’eau, la délimitation des masses d’eau est basée principalement sur la taille du cours d’eau et la notion d’hydro-écorégion. Ces masses d’eau servent ainsi d’unité d’évaluation de l’état des eaux dans le cadre de la directive européenne.
L'Arnon fait partie des masses d'eaux codifiée : FRGR333a, FRGR333c, FRGR334a, FRGR0334b et dénommée « L'Arnon et ses affluents depuis la source jusqu'à la retenue de Sidailles, L'Arnon et ses affluents depuis la retenue de Sidailles jusqu'à la confluence avec la Sinaise, L'Arnon depuis la confluence de la Sinaise jusqu'à la confluence avec la Théols et L'Arnon depuis la confluence de la Théols jusqu'à la confluence avec le Cher ».
Le schéma directeur d'aménagement et de gestion des eaux (Sdage) Loire-Bretagne est un document de planification dans le domaine de l’eau. Il définit, pour une période de six ans les grandes orientations pour une gestion équilibrée de la ressource en eau ainsi que les objectifs de qualité et de quantité des eaux à atteindre dans le bassin Loire-Bretagne. L'état des lieux 2013 défini dans la SDAGE 2016 – 2021 et les objectifs à atteindre pour cette masse d'eau sont les suivants,, :
| Code masse d'eau | Libellé masse d'eau                                                                           |
| ---------------- | --------------------------------------------------------------------------------------------- |
| FRGR0333a        | L'Arnon et ses affluents depuis la source jusqu'à la retenue de Sidailles                     |
| FRGR0333c        | L'Arnon et ses affluents depuis la retenue de Sidailles jusqu'à la confluence avec la Sinaise |
| FRGR0334a        | L'Arnon depuis la confluence de la Sinaise jusqu'à la confluence avec la Théols               |
| FRGR0334b        | L'Arnon depuis la confluence de la Théols jusqu'à la confluence avec le Cher                  |

|           | Écologique | Biologique | Physico-chimie générale | Polluants spécifiques |
| --------- | ---------- | ---------- | ----------------------- | --------------------- |
| FRGR0333a | Moyen      | Moyen      | Bon état                | X                     |
| FRGR0333c | Bon état   | Moyen      | Bon état                | X                     |
| FRGR0334a | Bon état   | Bon état   | Bon état                | Bon état              |
| FRGR0334b | Bon état   | Bon état   | Bon état                | Bon état              |

|           | Écologique | Chimique | Global   |
| --------- | ---------- | -------- | -------- |
| FRGR0333a | Bon état   | Bon état | Bon état |
| FRGR0333c | Bon état   | Bon état | Bon état |
| FRGR0334a | Bon état   | Bon état | Bon état |
| FRGR0334b | Bon état   | Bon état | Bon état |

## Histoire
La rivière a donné son hydronyme aux quatre communes de Loye-sur-Arnon, Lury-sur-Arnon, Mareuil-sur-Arnon et Saint-Georges-sur-Arnon.

## Aménagements et écologie

### Milieu naturel
L'Arnon de l'aval du barrage de Sidiailles jusqu'à la confluence avec le Cher et ses cours d'eau affluents de la source jusqu'à la retenue de Sidiailles. sont classés dans la liste 1 au titre de l'article L. 214-17 du code de l'environnement sur le Bassin Loire-Bretagne. Du fait de ce classement, aucune autorisation ou concession ne peut être accordée pour la construction de nouveaux ouvrages s'ils constituent un obstacle à la continuité écologique et le renouvellement de la concession ou de l'autorisation des ouvrages existants est subordonné à des prescriptions permettant de maintenir le très bon état écologique des eaux.
Le cours d'eau est de première catégorie de sa source au confluent avec le Portefeuille. Il est de deuxième catégorie sur le reste de son parcours.

#### Réserve biologique
Un cours d’eau est considéré comme réserve biologique lorsqu'il comprend une ou plusieurs zones de reproduction ou d’habitat des espèces de phytoplanctons, de macrophytes et de phytobenthos, de faune benthique invertébrée et l’ichtyofaune, et permet leur répartition dans un ou plusieurs cours d’eau du bassin versant. Les réservoirs biologiques, nécessaires au maintien ou à l’atteinte du bon état écologique des cours d’eau, correspondent donc :
- à un tronçon de cours d’eau ou annexe hydraulique qui va jouer le rôle de pépinière, de « fournisseur » d’espèces susceptibles de coloniser une zone naturellement ou artificiellement appauvrie (réensemencement du milieu) ;
- à des aires où les espèces peuvent accéder à l’ensemble des habitats naturels nécessaires à l’accomplissement des principales phases de leur cycle biologique (reproduction, abri-repos, croissance, alimentation).

Dans le cadre des travaux préparatoires à l'élaboration de ce classement au sein du SDAGE Loire-Bretagne 2016-2021, L'Arnon depuis la confluence de la Sinaise jusqu'à la confluence avec la Théols, est répertorié comme réserve biologique, sous l'identifiant RESBIO_269. Les espèces présentes sont : la mulette perlière et la truite fario.